# De Rietlanden (rangeerterrein)

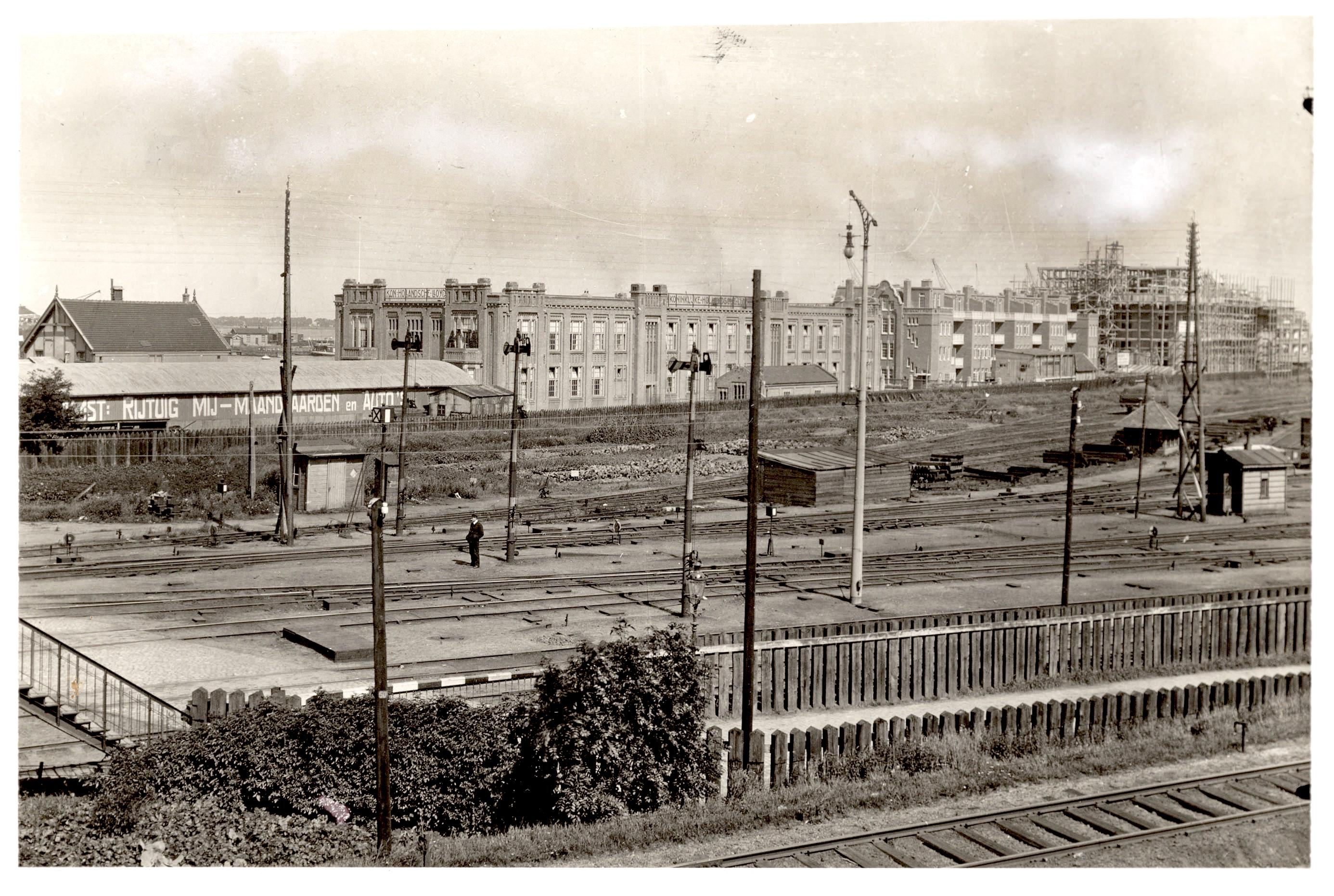
Overzicht van het Rangeerterrein De Rietlanden; circa 1917.

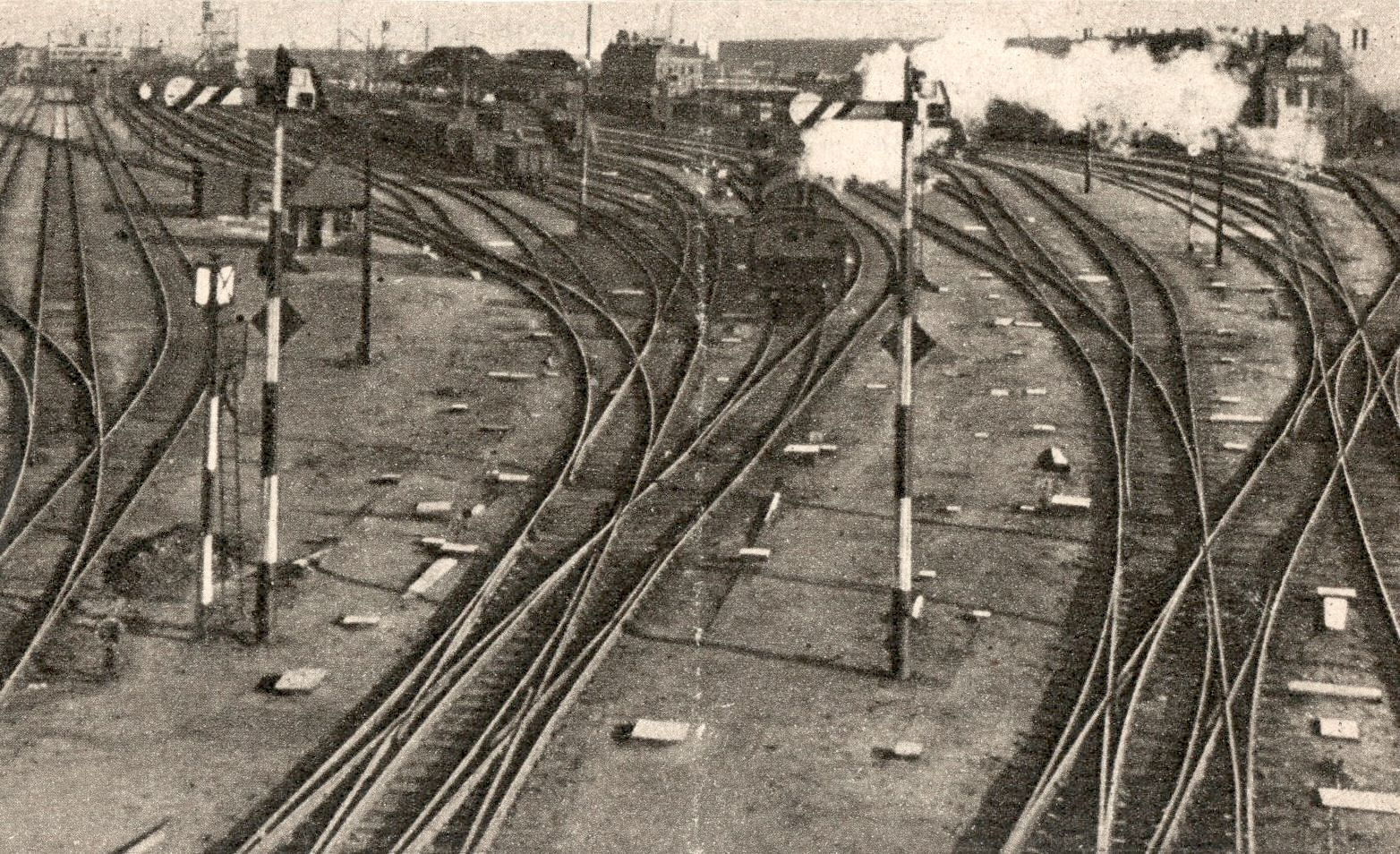
Zicht op het Rangeerterrein De Rietlanden; circa 1930.

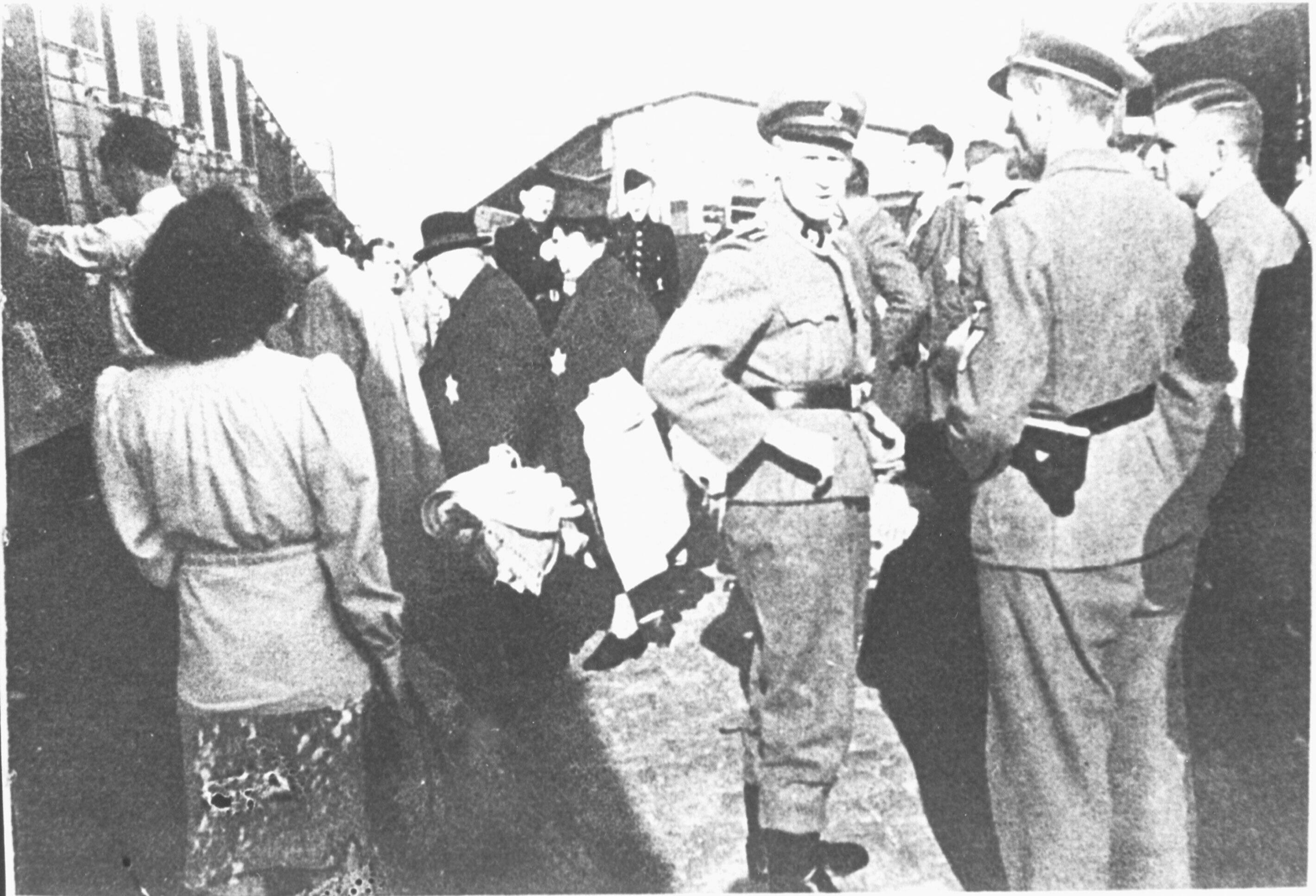
Deportatie van Joden op de Panamakade in de zomer van 1943.

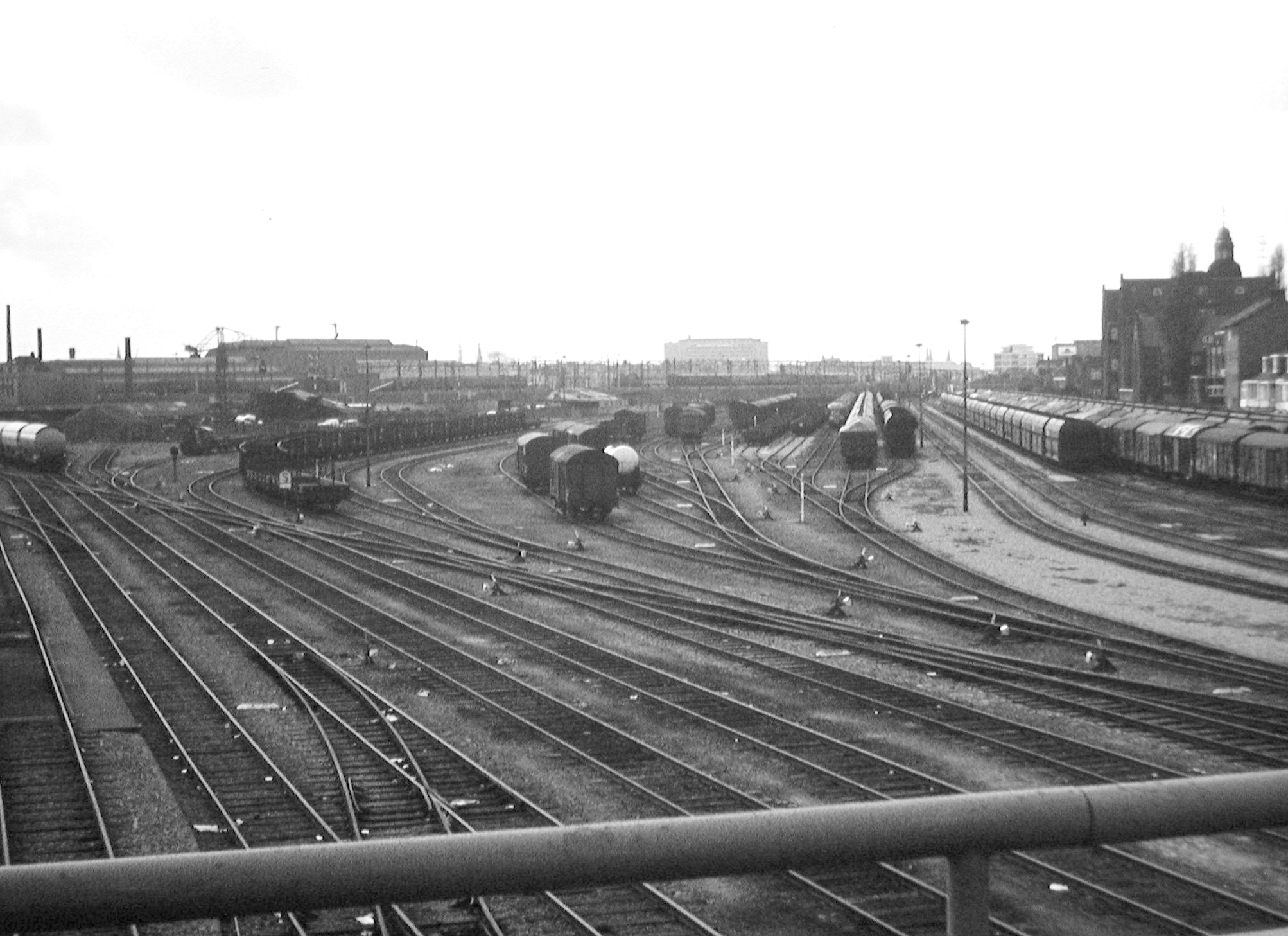
Rangeerterrein De Rietlanden, gezien naar het westen, rechts is het Lloyd Hotel; 1976.

De Rietlanden (afgekort Rtl) is een voormalig rangeerterrein met locomotiefdepot van de Nederlandse Spoorwegen in Amsterdam-Oost.

## Geschiedenis
Op het tussen 1870 en 1880 in het IJ aangeplempte stationseiland voor het Centraal Station was onvoldoende ruimte voor een goederenstation. Daarom werd er ten oosten van dit station langs de in 1874 geopende spoorlijn richting Hilversum (Oosterspoorweg) in 1878 een apart rangeerterrein De Rietlanden aangelegd compleet met een rangeerheuvel. In het Centraal Station kwamen doorgaande sporen voor goederentreinen vanuit het westen naar het goederenstation.
Op de plaats van het rangeerterrein was tot in het laatste kwart van de 19e eeuw een moerassig gebied, het 'Zieke Water', aan de zuidelijke oever van het IJ. Ten behoeve van nieuwe haventerreinen en spoorlijnen werd dit gebied aangeplempt. Het is vernoemd naar de daar gelegen vroegere buitendijkse Stadsrietlanden.
Op het rangeerterrein, met een rangeerheuvel, werden een rechte en een ronde locomotiefloods met draaischijf gebouwd. Dit was een van de grootste locomotievendepots van Nederland.
Vanuit De Rietlanden werden vele locaties in de buurten ten zuiden van het IJ bediend: de havenloodsen langs de Oostelijke Handelskade en het IJ-eiland (thans Java-eiland en KNSM-eiland) in het Oostelijk Havengebied waaronder het Spoorwegbassin, het Gemeentelijk Handelsentrepot, Van Gend & Loos, Werkspoor, de veemarkt, het gemeentelijk slachthuis (abattoir). Er was aan de oostkant van het rangeerterrein een aanlegplaats voor een spoorpont, die tussen 1914 en 1983 ook goederenwagens over het IJ vervoerde naar de aansluitingen aan de Distelweg en bij Ketjen in Amsterdam-Noord. Ook de goederensporen aan de Oostenburgergracht en Nieuwe Vaart waren bereikbaar vanaf De Rietlanden. Vanaf 1935 waren ook de goederensporen naar het emplacement aan de Plantage Doklaan langs de Dageraadsbrug verbonden met De Rietlanden.
Ook aan de westkant van Amsterdam waren goederensporen die vanaf De Rietlanden werden bediend: de Centrale Markthallen, de Houthavens, de Petroleumhaven, de Coenhaven en de Westhaven. Deze werden tussen eind 19e eeuw en halverwege de 20e eeuw aangelegd.

## Tweede Wereldoorlog
Gedurende de Tweede Wereldoorlog was De Rietlanden een plek waarvandaan deportatietreinen met Joodse bewoners van Amsterdam vertrokken naar Kamp Westerbork. Vanaf juni 1943 was dit in de avond de vaste treindienst 10093S. Deze facultatieve deportatietreindienst vertrok op bevel van de Höherer SS- und Polizeiführer Hanns Albin Rauter na Spertijd om 20:05 met zeven coupérijtuigen en een bagagewagon. Joodse personen werden verzameld op de Borneokade, Panamakade en in het Lloyd hotel. Het Lloyd hotel werd voor de oorlog als opvang van Joodse vluchtelingen gebruikt en tijdens de oorlog als huis van bewaring.
Ook de door de firma Puls geconfisqueerde Joodse huisraad werd via De Rietlanden afgevoerd naar Duitsland waarbij op het terrein af en toe fotoalbums en andere persoonlijke bezittingen gevonden werden. Het rangeerterrein was gedurende de oorlog Sperrgebiet waardoor handelingen op dit terrein onopgemerkt plaats konden vinden.
Onder andere vertrok vanaf het rangeerterrein op 10 februari 1943 een trein met alle kinderen uit het Joods jongensweeshuis Megadle Jethomim. Zeventig van hen vonden in vernietigingskampen Sobibor en Auschwitz de dood, enkele kinderen konden vroegtijdig weggesmokkeld worden. Ook het meisjesweeshuis werd diezelfde dag ontruimd. 68 kinderen van het Joods meisjesweeshuis Mangasiem Tobiem Magadle Jethomoth vertrokken met deze trein. Vanuit Westerbork zijn ook zij met hun leidsters naar de vernietigingskampen vertrokken.

## Na de Tweede Wereldoorlog
In de jaren vijftig en zestig was er nog een druk goederenverkeer van en naar De Rietlanden. Door de 'ontstoming', de afschaffing van de stoomlocomotieven, werd het locomotievendepot gesloten in 1949. Op het Rangeerterrein Watergraafsmeer kwam ter vervanging een onderhoudswerkplaats voor diesellocs.
Vanaf de jaren zeventig nam het goederenvervoer sterk af. De laatste jaren voor het einde werd het terrein nog gebruikt om voor de sloop bestemd spoorwegmaterieel op te stellen. Per 1 januari 1990 is het rangeerterrein buiten gebruik gesteld en in de jaren 1990 opgebroken. Ook (bijna) alle goederensporen in het Oostelijk Havengebied en omgeving zijn verdwenen. Op de plaats van het voormalige rangeerterrein is een nieuwe woonwijk verrezen: Rietlanden en Sporenburg. Ook ligt hier sinds 1993 de ingang van de Piet Heintunnel.

## Luchtfoto's

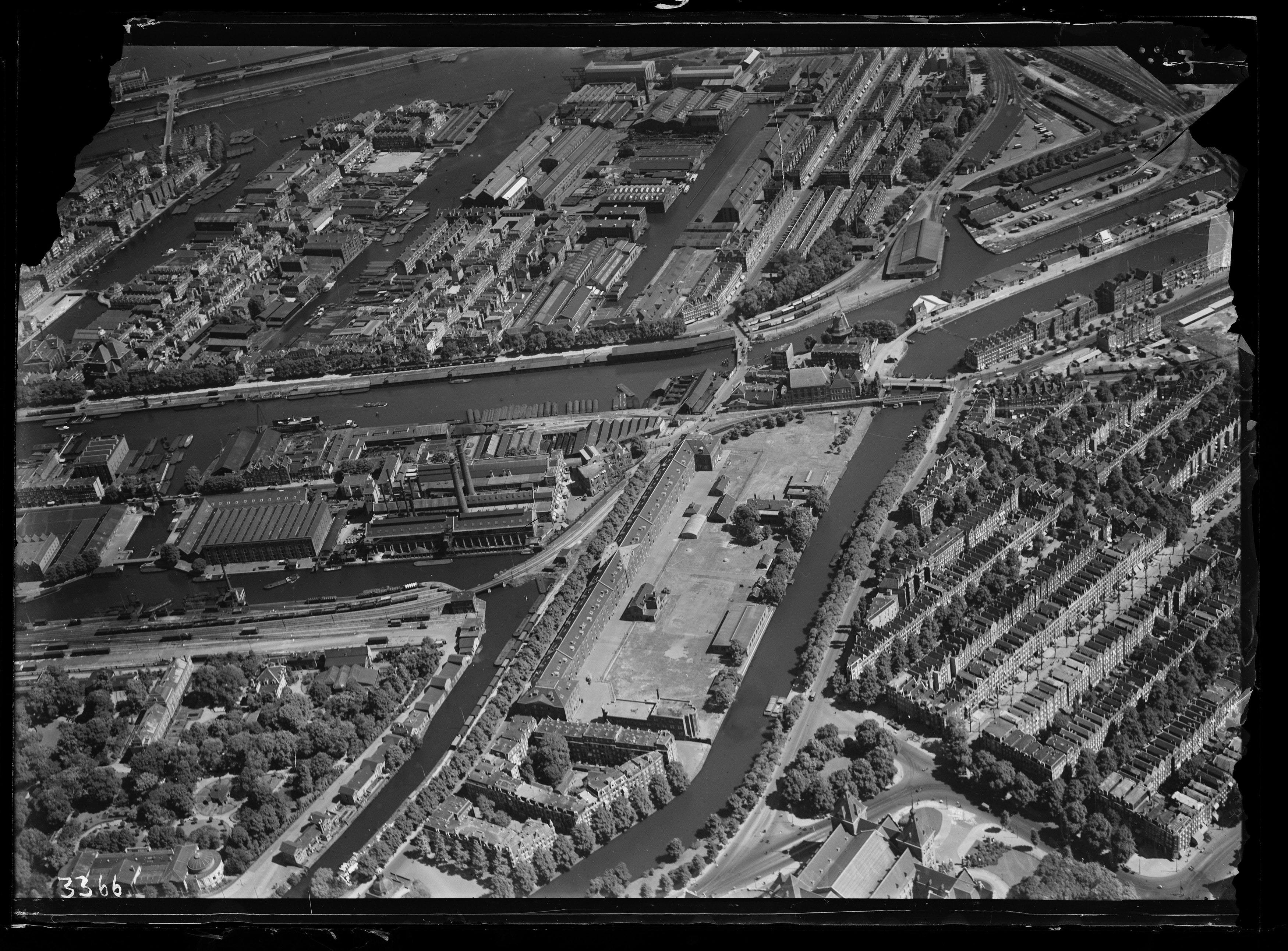
Luchtfoto van de Oranje Nassaukazerne aan de Sarphatistraat, met links daarvan, tussen de straat en de Plantage Muidergracht, het emplacement Nieuwe Lijnbaansgracht. Links daarvan in een boog de spoorverbinding met het emplacement aan de Plantage Doklaan. Aan het einde van de kazerne loopt naar rechts de verbindingsboog in de richting van de aansluiting op de Oosterspoorweg. Midden links is de Nieuwe Vaart, met daarvoor de lossporen langs de Nieuwe Vaart. Aan de overkant de goederensporen langs de Oostenburgergracht en Cruquiuskade. Rechts is de Mauritskade; circa 1925.
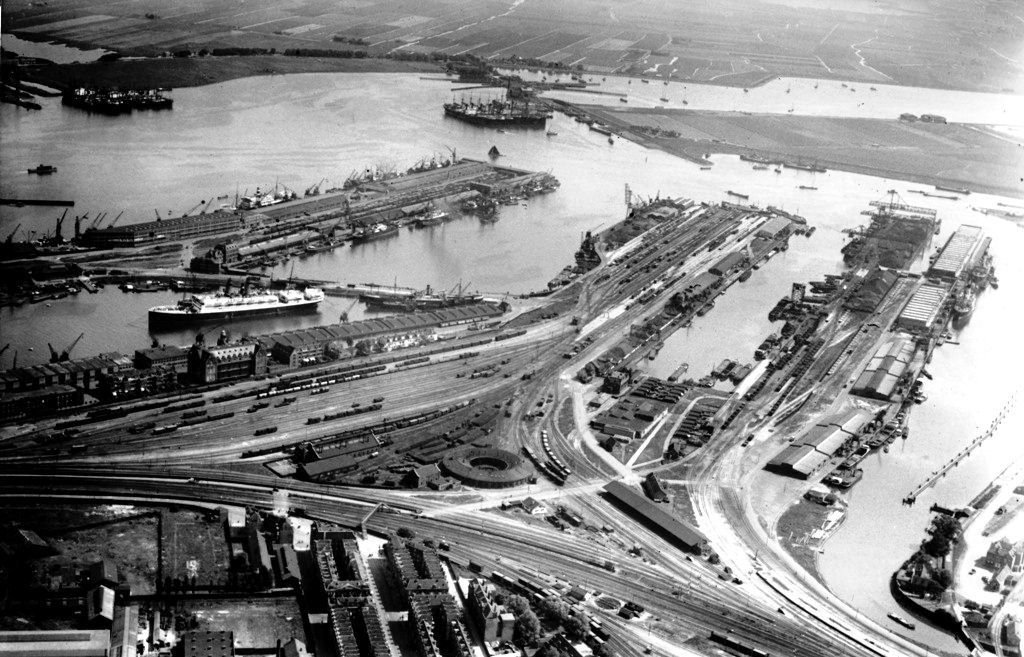
Luchtfoto van het Oostelijk Havengebied, gezien naar het noordoosten, in het midden het Rangeerterrein De Rietlanden; omstreeks 1930.
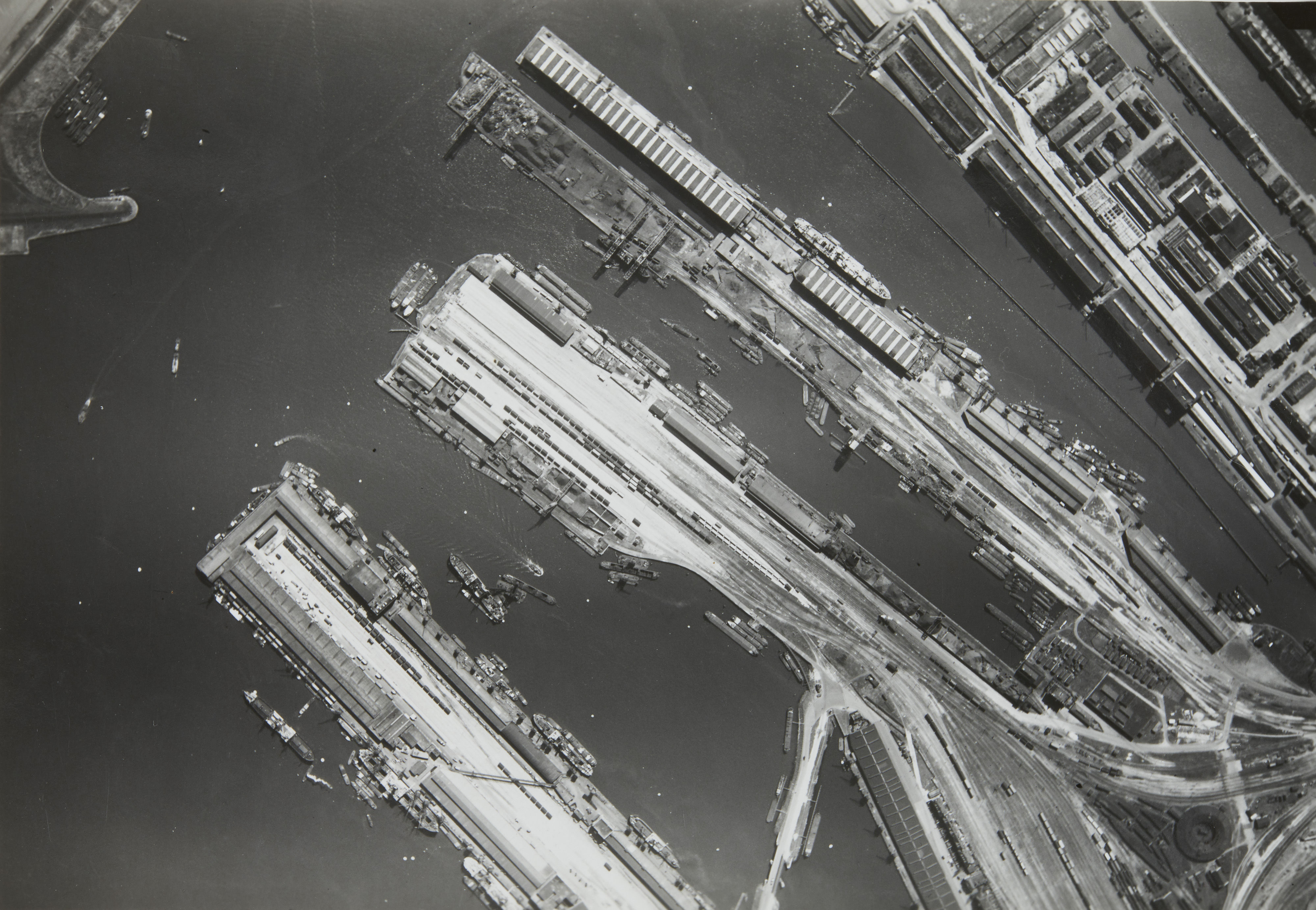
Luchtfoto van het Oostelijk Havengebied, met in het midden Rangeerterrein De Rietlanden; jaren dertig.
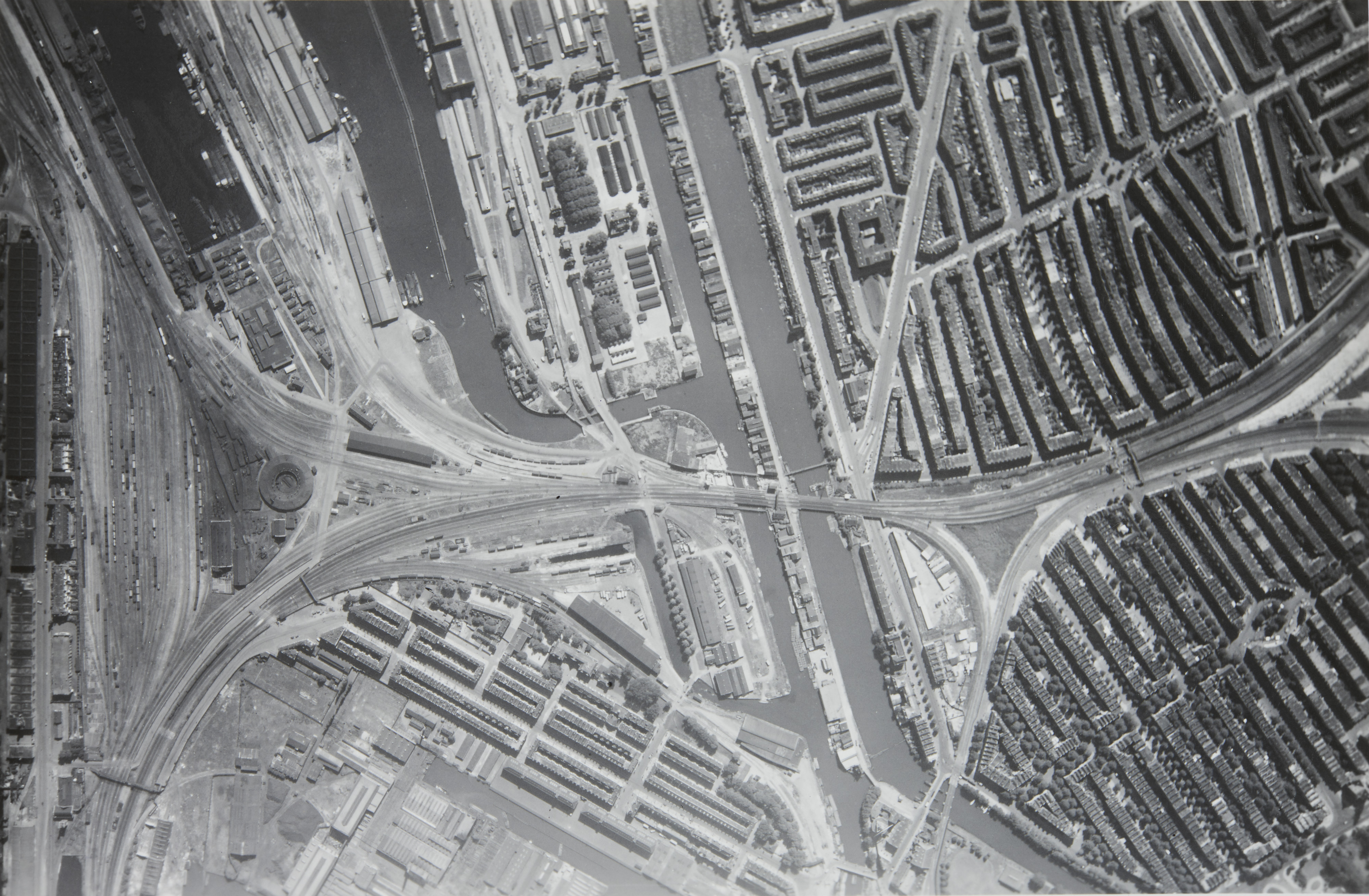
Luchtfoto van het Rangeerterrein De Rietlanden (links), met in het midden de ronde locomotiefloods. Rechts de spoorlijn naar Station Muiderpoort; omstreeks 1930.
Luchtfoto van het Rangeerterrein De Rietlanden, gezien in zuidelijke richting naar Station Muiderpoort; 25 mei 1937.